# Peucedanum litorale
Peucedanum litorale är en flockblommig växtart som beskrevs av Vladimir Nikolaevich Voroschilov och Gorovoj. Peucedanum litorale ingår i släktet siljor, och familjen flockblommiga växter. Inga underarter finns listade i Catalogue of Life.